# Makkari
Makkari (japanska: 真狩村?, Makkari-mura) är en landskommun (by) i Hokkaido prefektur i Japan.    